# Hyles incarnata
Hyles incarnata är en fjärilsart som beskrevs av Wladasch. 1929. Hyles incarnata ingår i släktet Hyles och familjen svärmare. Inga underarter finns listade i Catalogue of Life.